# Erronus bracatus
Erronus bracatus är en insektsart som beskrevs av Hamilton och Zack 1999. Erronus bracatus ingår i släktet Erronus och familjen dvärgstritar. Inga underarter finns listade i Catalogue of Life.